# Língua sukuma
Sukuma é uma língua banta da Tanzânia, falada em uma área a sudeste do lago Vitória entre Mewanza, Shinyanga e lago Eyasi pelos Sukumas.

## Dialetos
Dialetos ( KɪmunaSukuma  no oeste,  GɪmunaNtuzu / GɪnaNtuzu  no nordeste e  Jìnàkɪ̀ɪ̀yâ / JimunaKɪɪyâ  no sudeste) são facilmente mutuamente inteligíveis.

## Escrita
A forma do alfabeto latino ensinada por missionários e usada pela língua Sukuma não tem as letras P, Q, R, S, X.
As vogais são as tradicionais A, E, I, O, U Usam-se ainda as formas vogais ĩ/ɪ, ũ/ʊ. Todas podem também aparecer duplas (longas). 
Usam-se as formas compostas de consoantes Dw, Gw, Hw, Kw, Mb, Mf, Mp, Mv, Nd, Ns, Nt, Nz, Ng, Ngk, Ngg, Ngw, NyNyc, Sw, Tw, Zw e também as formas diferentes ɸ, š, I.
Essa escrita sem as letras especiais se parece com aquela usada pelo língua suaíle e que foi usada para traduções da Bíblia e de literatura religiosa.

## Fonologia
Sukuma passou pela Lei de Dahl' ɪdàtʊ́  'três', de proto-Bantu  -tatʊ ) e tem consoantes nasais sem voz.
|             |               | Bilabial | Bilabial      | Labio- dental | Labio- dental | Alveolar    | Alveolar | Alveolar      | Palatal | Palatal       | Velar       | Velar | Velar       | Glotal | Glotal |
| plana       | Prenasalizada | plana    | Prenasalizada | plana         | Prenasalizada | Labializada | plana    | Prenasalizada | plana   | Prenasalizada | Labializada | plain | Labializada |        |        |
| ----------- | ------------- | -------- | ------------- | ------------- | ------------- | ----------- | -------- | ------------- | ------- | ------------- | ----------- | ----- | ----------- | ------ | ------ |
| Nasal       | Sonora        | m        |               |               |               | n           |          |               | ɲ       |               | ŋ           |       | ŋʷ          |        |        |
| Nasal       | Surda         | m̥        |               |               |               | n̥           |          |               | ɲ̊       |               | ŋ̊           |       | ŋ̊ʷ          |        |        |
| Plosiva     | Surda         | p        | ᵐp            |               |               | t           | {ⁿt      | tʷ            | c       | {ᶮc           | k           | ᵑk    | kʷ          |        |        |
| Plosiva     | Sonora        | b        | ᵐb            |               |               | d           | ⁿd       | dʷ            | ɟ       | ᶮɟ            | ɡ           | ᵑɡ    | ɡʷ          |        |        |
| Fricativa   | Surda         | ɸ        |               | f             | ᶬf            | s           | ⁿs       | sʷ}           | ʃ       | ᶮʃ            |             |       |             | h      | hʷ     |
| Fricativa   | Sonora        | β        |               | v             | ᶬv            | z           | {{ⁿz     | zʷ            |         |               |             |       |             |        |        |
| Aproximante | Aproximante   |          |               |               |               | l           |          |               | j       |               |             |       | w           |        |        |

Não está claro se  / c ɟ / deve ser melhor considerado como stop ou africada como  / tʃ dʒ / ou se eles são mesmo palatais.
As sílabas são V ou CV. Existem quatro tons nas vogais curtas: alto, baixo, crescente e decrescente.

## Vogais
Existem sete qualidades vocálicas, que ocorrem longas e curtas:
|               | Anterior | Central | Posterior |
| ------------- | -------- | ------- | --------- |
| Fechada       | i iː     |         | u uː      |
| Quase fechada | ɪ ɪː     |         | ʊ ʊː      |
| Medial        | e eː     |         | o oː      |
| Aberta        |          | a aː    |           |

/ɪ ʊ/, que são escritas ⟨ĩ ũ⟩, podem ser mais próximas de [e o], e /e o/ pode ser mais próxima de [ɛ ɔ].

## Gramática
A descrição a seguir é baseada no dialeto JinaKɪɪya. Uma das características desse dialeto é que os prefixos de classes de substantivos sujeitos a Lei de Dahl foram nivelados a consoantes sonoras e, portanto, não se alternam mais.

### Classe de substantivos
Os prefixos de classes de substantivos Sukuma são aumentados por pré-prefixos  a-, ɪ-, ʊ- , que são eliminados em certas construções. As classes de substantivos e a concordância que elas acionam são as seguintes, com formas atestadas em outros dialetos sendo adicionadas entre parênteses:
(Para compatibilidade,  / j / é transcrito .)
| Classe | Prefixo    | Exemplo   | Exemplo             | Adj. conc. | Possessivo | Sujeito | Objeto | um/dois X' | 'esse X' | Semântica                                                  |
| ------ | ---------- | --------- | ------------------- | ---------- | ---------- | ------- | ------ | ---------- | -------- | ---------------------------------------------------------- |
| 1      | ʊ-mu       | mùùn̥ʊ̀     | 'pessoa'            | m-         | o-         | a-      | m-     | ʊ̀mô        | ʊ̀yʊ̀      | humano                                                     |
| 2      | a-βaa-     | βààn̥ʊ̀     | 'pessoas'           | βa-        | βa-        | βa-     | βa-    | βaβɪlɪ     | àβà      |                                                            |
| 3      | ʊ-m-       | ntɪ̌       | 'árvore'            | m-         | go-        | gʊ-     | lɪ-    | gʊ̀mô       | ʊ̀yʊ̀      | árvores, etc.                                              |
| 4      | ɪ-mii-     | mɪ̀tɪ̌      | 'árvores'           | mii-       | ya-        | eu-     | eu-    | ɪ̀βɪ̀lɪ́      | ɪ̀yɪ̀      |                                                            |
| 5      | ɪ-lɪ- (ɪ)  | liisǒ     | 'olho'              | ɪ-         | lɪ-        | lɪ-     | lɪ-    | lɪ̀mô       | ɪ̀lɪ̀      | partes do corpo, alimentos, objetos comuns, (pl.) líquidos |
| 6      | a-ma-      | mɪ̀sǒ      | 'olhos'             | ma-        | a-         | a-      | ga-    | àβɪ̀lɪ́      | àyà      |                                                            |
| 7      | ɪ-ɟi- (kɪ) | Jìsùgǔmà  | 'Kɪsukuma'          | ɟi-        | ɟa-        | ɟi-     | ɟi-    | ɟı̀mô       | ɪ̀ɟì      | coisas, linguagem, partes do corpo, etc.                   |
| 8      | ɪ-ɟi- (sɪ) | ɟítáβò    | 'livros'            | ɟi-        | ɟa-        | ɟi-     | eu-    | ɟìβɪ̀lɪ́     | ɪ̀ɟı̀      |                                                            |
| 9      | ɪ-n-       | nùúmbà    | 'casa'              | n-         | ya-        | eu-     | eu-    | yɪ̀mô       | ɪ̀yɪ̀      | objetos comuns, animais, frutas, etc.                      |
| 10     | ɪ-n-       | mbʊ̀lǐ     | 'cabras'            | n-         | ɟa-        | ɟi-     | ɟi-    | ɪ̀βɪ̀lɪ́      | ɪ̀ɟì      |                                                            |
| 11     | ʊ-lʊ-      | lʊ̀gòyè    | 'corda'             | lu-        | lo-        | lu-     | lu-    | lʊ̀mô       | ʊ̀lʊ̀      | objetos comuns, partes do corpo, etc.                      |
| 12     | a-ga- (ka) | gàɪǎ      | 'um cachorrinho'    | ga-        | ga-        | ga-     | ga-    | gàmô       | àkà      | diminutives                                                |
| 13     | ʊ-dʊ- (tʊ) | dʊ̀ɪǎ      | 'cachorrinhos'      | dʊ-        | do-        | dʊ-     | dʊ-    | dʊ̀mô       | ʊ̀tʊ̀      |                                                            |
| 14     | ʊ-βʊ-      | βʊ̀sààdǔ   | 'doença'            | βʊ-        | βo-        | βʊ-     | βʊ-    | βʊ̀mô       | ʊ̀βʊ̀      | abstrações, insetos, etc.                                  |
| 15     | ʊ-gʊ- (kʊ) | gʊ̀tʊ̌      | 'orelha'            | gʊ-        | go-        | gʊ-     | gu-    | gʊ̀mô       | ʊ̀yʊ̀      | partes do corpo e infinitivos                              |
| 16     | a-ha-      | hààn̥ʊ̀     | 'lugar'             | ha-        | ha-        | ha-     | ho-    | hàmô       | àhà      | localização                                                |
| 17     | a-gʊ- (kʊ) | gʊ̀gàbáádi | 'no armário'        | gʊ-        | ya-        | gʊ-     | ko-    | ?          | ʊ̀kʊ̀      |                                                            |
| 18     | ʊ-mu-      | mʊ̀gàbáádi | 'dentro do armário' | m-         | ya-        | mu-     | mo-    | ?          | ʊ̀mù      |                                                            |

Muitos termos de parentesco têm uma forma reduzida dos prefixos nominais, zero e  βa- , chamados de classe 1a / 2a, como em  mààyʊ̂ 'mãe',  βàmààyʊ̂ 'mães' . Concord é idêntico a outros substantivos de classe 1/2.
Os pares singulares / plurais são 1/2, 5/6, 7/8, 9/10 e 12/13, e as classes locativas 16, 17 e 18 não têm plurais. A maioria dos outros usa classe 6 para seus plurais: 11/6, 14/6, 15/6 e também às vezes 7/6 e 12/6. Existem também substantivos que flexionam como 11/4, 11/14, 14/10 e 15/8.

### Verbos
Os verbos infinitivos têm a forma  gʊ -  objeto-ext-Raiz-ext-V-locativo, onde  ext  representa qualquer uma das várias 'extensões' gramaticais e -V é a vogal final. Por exemplo, com raízes em negrito e tom omitido,
gũ-n-tĩn-ĩl-a
'Cortar para ele / ela'
gwĩ-tĩn-ĩl-a
'Cortar um pelo outro'
-ĩl é o sufixo aplicativo, traduzido como 'para'. O prefixo recíproco  ĩ  fundiu-se no infinitivo gũ.
gũ-fum-a-mo
'Para chegar lá'
 -mo  é um locativo 'dentro', como na concórdia nominal da classe 18.
Os verbos finitos têm a forma sujeito - Tempo – Aspecto – Modo (TAM) - ext-objeto-Raiz-ext-TAM-V. Por exemplo,
βa-lĩ-n-iiš-a
'Eles estão alimentando ele / ela'
A raiz  iiš  inclui um sufixo fundido causativo. O tempo é marcado por um prefixo. O marcador de sujeito  βa-  mostra que o sujeito é plural humano, de acordo com a tabela de concordância de substantivos acima.
o-dũ -saang-ile
'Ele nos encontrou'
Aqui o tempo é marcado por um sufixo.
βa-gĩ-gunaan-a
'Ajudaram-se mutuamente / a si próprios'
Aqui, o prefixo é tenso e recíproco  ĩ .

## Identidade do idioma
É relatado que, embora Sukuma seja muito semelhante à  Nyamwezi, os próprios falantes não aceitam que constituam uma única língua.